# Хайман, Брэдли
Брэдли Теодор Хайман (англ. Bradley Theodore Hyman) — профессор неврологии Гарвардской медицинской школы и директор Массачусетского исследовательского центра болезни Альцгеймера и отделения расстройств памяти Массачусетской больницы общего профиля. Он получил образование в Северо-Западном университете (бакалавр химии, 1977 год) и Университете Айовы (доктор философии, доктор медицинских наук). 
Он был награждён премией Фонда Метлайф за медицинские исследования болезни Альцгеймера в 2001 году и премией Потамкина в 2006 году вместе с Карен Дафф и Карен Эш.